# Oeumsan
Oeumsan (koreanska: 오음산) är en kulle i Sydkorea.   Den ligger i provinsen Gangwon, i den norra delen av landet, 160 km nordost om huvudstaden Seoul. Toppen på Oeumsan är 199 meter över havet.
Terrängen runt Oeumsan är platt åt nordost, men åt sydväst är den kuperad. Havet är nära Oeumsan åt nordost. Runt Oeumsan är det tätbefolkat, med 511 invånare per kvadratkilometer. Närmaste större samhälle är Kosong, 4,3 km norr om Oeumsan. Trakten runt Oeumsan består till största delen av jordbruksmark.